# Pasquale Ottino
Pasquale Ottino (anche Ottini), detto Pasqualotto (Verona, 26 settembre 1578 – Verona, 30 luglio 1630) è stato un pittore italiano.

## Biografia

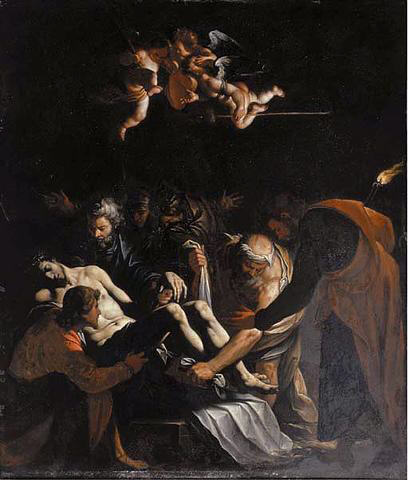
Pasquale Ottino, Deposizione

Nato nel 1578 a Verona, la sua formazione artistica si svolge presso la bottega di Felice Brusasorci insieme ad Alessandro Turchi, detto l'Orbetto - con il quale porta a termine la grande tela raffigurante la Caduta della Manna in San Giorgio in Braida a Verona, incompiuta alla morte del maestro nel 1605 - Marcantonio Bassetti, Santo Creara e altri pittori di cui poco si conosce.
La fase iniziale è improntata sulla maniera del maestro, come testimoniano le sue prime opere (si veda la pala giovanile eseguita per la chiesa di San Giovanni Evangelista di Ala e l'Età dell'oro al Museo di Castelvecchio). Dopo aver concluso le opere del maestro si trasferisce a Rimini, dove esegue nella chiesa di San Giuliano i laterali della pala di Paolo Veronese e, probabilmente, qualche quadretto su pietra di paragone che tanto lustro aveva dato alla bottega del maestro. Dopodiché passa a Roma dove dipinge un'opera per il cardinale Alessandro Peretti Montalto (anche questa probabilmente su pietra). Tornato a Verona verso il 1610 prende per moglie nel 1612 Angela Roja Acquistapace, figlia di un ricco produttore di formaggi, e si impone velocemente sulla scena artistica come pittore di grandi e articolate pale d'altare. Al biennio 1622-1623 data una commissione rilevante per una chiesa di un'altra città del Veneto: l'Assunzione della Vergine per la chiesa di Santa Maria in Vanzo a Padova.
Come Alessandro Turchi dipinge su vari supporti quali rame, tela e pietra di paragone, e la sua pittura si rivela un misto di varie scuole. Si mostra infatti sensibile ai modi di Guido Reni, ma anche di Carlo Saraceni e del Cavalier d'Arpino.
Muore di peste nella città natale nel 1630.
L'opera Battaglia notturna del ponte navi tra Cangrande II e Fregnano nel 1354 di proprietà del Museo di Castelvecchio, Verona, dal 22 ottobre 2018 è esposta presso le sale del Circolo Ufficiali adiacente al museo.